# Ferenbalm
Ferenbalm är en ort och kommun i distriktet Bern-Mittelland i kantonen Bern, Schweiz. Kommunen har 1 242 invånare (2023).
Kommunen består av byarna Ferenbalm, Vogelbuch, Kleingümmenen, Rizenbach, Biberen, Jerisberg, Jerisberghof, Haselhof och exklaven Gammen. 